# Dolchstoßlegende
Die Dolchstoßlegende oder auch Dolchstoßlüge ist eine von der militärischen Führung (Oberste Heeresleitung, OHL) des Deutschen Reiches im Ersten Weltkrieg bewusst konstruierte Geschichtsfälschung in der Absicht, ihren Teil der Schuld an der deutschen Niederlage des Deutschen Reiches im Ersten Weltkrieg zu verleugnen. Der OHL gelang es so, diese Verantwortung auf zivile Politiker abzuwälzen, die in Wirklichkeit keinerlei Einfluss auf die Führung und den Ausgang des Krieges gehabt hatten.

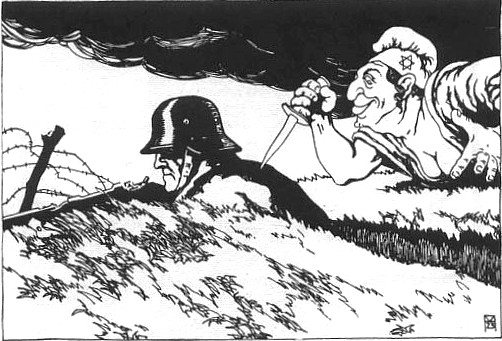
Dolchstoß „in des Heeres Rücken“,
antijüdische Propaganda,
Postkarte aus Österreich, 1919

Beschuldigt wurden vorrangig Sozialdemokraten, Sozialisten, Befürworter der  Demokratie und Juden. Sie wurden in der NS-Sprache abwertend als „jüdische Bolschewisten“, „vaterlandslose Gesellen“ oder „Novemberverbrecher“ bezeichnet. Der Dolchstoßlegende zufolge wurde das Deutsche Heer im Ersten Weltkrieg nicht militärisch besiegt, weil bei Kriegsende kein Soldat der Entente auf deutsches Reichsgebiet vorstoßen konnte. Die neu ausgerufene Republik sowie der Waffenstillstand wurden demzufolge als „Hochverrat feiger Politiker“ am deutschen Heer dargestellt, das „im Felde unbesiegt“ geblieben sei. 
Die Dolchstoßlegende gilt zeitgeschichtlich als die Rechtfertigungsideologie der militärischen Führung des Kaiserreichs zur Zeit des Ersten Weltkrieges, die sie davor schützen sollte, in der Zeit der Weimarer Republik zur Rechenschaft gezogen zu werden. Im Laufe der Zeit stieg sie zum zentralen Propagandainstrument monarchistischer, nationalistischer und völkischer Gruppen und Parteien wie der DNVP und der NSDAP auf, die gegen die Republik agitierten. Ihr Ziel war es auch, insbesondere die linken Parteien und die Juden zu bekämpfen und auszugrenzen sowie den Versailler Vertrag unter dem Kampfbegriff „Schanddiktat“ zu revidieren.

## Begriff

### „Dolchstoß“
Die Metapher vom „Dolchstoß“ wurde erstmals nach Überzeugung des britischen Historikers Richard J. Evans am 2. November 1918 von dem bayerischen Politiker Ernst Müller-Meiningen (Freisinnige Volkspartei) gebraucht, der auf einer Volksversammlung warnte: „Wir müssten uns vor unseren Kindern und Kindeskindern schämen, wenn wir der Front in den Rücken fielen und ihr den Dolchstoß versetzten.“ Der spätere bayerische Ministerpräsident Kurt Eisner äußerte sich in derselben Veranstaltung in gleichem Tenor. Beide bezogen sich auf Anwürfe von nationalistischen Politikern und Militärs, die demokratischen Parteien würden mit ihren Bemühungen um einen Verständigungsfrieden, wie sie sich etwa in ihrer Friedensresolution vom 19. Juli 1917 zeigten, dem kämpfenden Heer „in den Rücken fallen“. Diesen Gedanken hatte erstmals Generaloberst Hans von Seeckt kurz nach Veröffentlichung der Resolution geäußert.
Die Journalisten Lars-Broder Keil und Sven Felix Kellerhoff halten Müller-Meiningens Zitat für unauthentisch, weil es nur in seinen Memoiren, nicht aber in den zeitgenössischen Presseberichten vorkommt. Sie glauben, die Ersterwähnung der Metapher sei ein Artikel der Neuen Zürcher Zeitung (NZZ) vom 17. Dezember 1918, in dem der britische General Sir Frederick Maurice mit den Worten zitiert wurde: „Was die deutsche Armee betrifft, so kann die allgemeine Ansicht in das Wort zusammengefasst werden: Sie wurde von der Zivilbevölkerung von hinten erdolcht.“ In Wahrheit aber hatte Maurice, im Krieg Angehöriger des britischen Generalstabs, in einem Artikel für die Londoner Daily News, auf den sich die Neue Zürcher Zeitung bezog, die tatsächlichen, rein militärischen Gründe der deutschen Niederlage unzweideutig benannt: das Scheitern der deutschen Frühjahrsoffensive von 1918 und den Zusammenbruch seiner Verbündeten Bulgarien und Österreich-Ungarn. Er widersprach daher der Interpretation seiner Aussage durch die NZZ ausdrücklich in seinem Buch The Last Four Months aus dem Jahr 1919: „Es steht außer Frage, dass die deutschen Armeen im Feld vollständig und entscheidend besiegt wurden.“ Im Juli 1922 stellte er noch einmal klar: „Ich habe niemals die Ansicht vertreten, dass der Ausgang des Krieges darauf zurückzuführen sei, dass das deutsche Volk der Armee einen Dolchstoß in den Rücken versetzt habe.“
Nach Einschätzung des Politikers Richard Witting war die Dolchstoßlegende zum Jahreswechsel 1918/1919 schon allgemein in der deutschen Bevölkerung verbreitet. Unter dem Pseudonym Georg Metzler schrieb er am 9. Januar 1919 in der Zeitschrift Die Weltbühne:

„Für jeden braven Durchschnittsdeutschen gilt als unumstößliche Tatsache, daß ein ungeheuer schweres, unverdientes Geschick unser friedliebendes, arbeitsames, unschuldiges Volk getroffen hat. Keine Enthüllungen, keine noch so überzeugenden dokumentarischen Beweise, keine der unzähligen Erklärungen, keine Stellungnahme des gesamten Erdballs kann eben dieses Volk in seiner Überzeugung wankend machen, daß es bieder, fromm und stark einen heiligen Verteidigungskrieg gegen eine Welt von Feinden durchgekämpft und, dank einer genialen militärischen Führung, ‚unbesiegt‘ zu Ende gebracht hat. Keine unanfechtbare und unbestreitbare Tatsache kann ihm die Überzeugung erschüttern, daß nur eine Komplikation von unheilvollen Umständen: die vorübergehende Schwäche und nervöse Überreizung eines sonst unüberwindlichen Feldherrn, die Hetze und die tückischen Zetteleien vaterlandsfeindlicher Schurken in der Heimat, der Eidbruch nichtswürdiger, verführter, treuloser Truppen ihm im letzten Augenblick den sonst unentreißbaren Sieg frevelhaft entrissen hat. Nur schnöde Ränke in der Heimat haben, so glaubt dieses Volk, dem tapfern und unbezwungenen Frontheer den Dolch in den Rücken gestoßen; nur noch ein viertel, ein halbes Jahr durchgehalten, und alle Feinde Brandenburgs, Preußens und Deutschlands lagen endgültig im Staube. So die deutsche Durchschnittsmeinung.“

Trotz aller Dementis war der von der NZZ geprägte Begriff in der Welt und wurde von deutschen Rechtsextremisten und Republikfeinden aufgegriffen. Als einer der ersten warf ihn Ende Oktober 1919 Albrecht von Graefe, ein erklärter Antisemit und Abgeordneter der Deutschnationalen in der Weimarer Nationalversammlung, in die politische Debatte. Allgemein bekannt und in rechtsextremen Kreisen populär wurde die Metapher vom „Dolchstoß“ aber erst, als Paul von Hindenburg sie sich zu eigen machte. Vor dem von der Nationalversammlung eingerichteten „Untersuchungsausschuss für die Schuldfragen des Weltkrieges“ sagte er am 18. November 1919: Ein englischer General sagte mit Recht: ‚Die deutsche Armee ist von hinten erdolcht worden‘.
Auch Erich Ludendorff, Hindenburgs Stellvertreter, behauptete vor dem Ausschuss, ein britischer General habe zuerst von einem Dolchstoß gesprochen. In seinen Erinnerungen gibt er ein angebliches Tischgespräch mit General Neill Malcolm im Juli 1919 wieder, bei dem er ihm die Gründe der deutschen Niederlage erläutert habe, worauf Malcolm zurückgefragt habe: “You mean that you were stabbed in the back?” („Wollen Sie mir erzählen, General, dass Sie einen Dolchstoß in den Rücken bekommen haben?“) – Wie zuvor Maurice, so bestritt auch Malcolm energisch die Verwendung des Ausdrucks.
Das Sprachbild verwies auf den Mord an Siegfried im Nibelungenlied. Hindenburg bestätigte diese Assoziation 1920 in seinen Memoiren:

„Wie Siegfried unter dem hinterlistigen Speerwurf des grimmigen Hagen, so stürzte unsere ermattete Front; vergebens hatte sie versucht, aus dem versiegenden Quell der heimatlichen Kraft neues Leben zu trinken.“

Dabei hatte er an anderer Stelle des Buches festgestellt:

„Krieg und Nerven hatten einst die wunderbare Kraft der Truppe geschaffen. Als es aber dauernd ‚über die Kraft ging‘, da wurde die Nervenkraft der Truppe schließlich zerbrochen. Das muss unabhängig von allen politischen Einflüssen festgestellt werden.“

### „Dolchstoßlegende“
Diejenigen, die sich gegen den Verschwörungsmythos wandten, sprachen bereits unmittelbar nach seinem Entstehen Anfang der 1920er Jahre von der „Dolchstoßlegende“.
Im Berliner Tageblatt veröffentlichte der frühere Chef des Kriegspresseamts, Pressechef in der Reichskanzlei und Leiter der Nachrichtenabteilung im Auswärtigen Amt, Oberstleutnant Erhard Deutelmoser, am 4. Oktober 1921 einen Namensbeitrag „Das Sprengmittel“. Er argumentierte, die Behauptung – er nannte sie wörtlich „Dolchstoßlegende“ – sei noch vor Kriegsende im Ausland entstanden und genutzt worden, um innenpolitische Konflikte auszunutzen. Sie sei „grundsätzlich angesehen, offenkundiger Unsinn“, aber sehr wirksam, weil sie nicht klar zu durchschauen sei. Der Propaganda-Experte Deutelmoser erörterte in seinem differenzierten Beitrag die Gründe, warum die Legende so viel Zwietracht säen konnte.
Als einer der wenigen deutschen Konservativen trat der Militärhistoriker Hans Delbrück den Darstellungen Hindenburgs und Ludendorffs entgegen. In seinem 1922 erschienenen Text Ludendorffs Selbstporträt zitierte er eine Äußerung des Offiziers Erhard Deutelmoser im Berliner Tageblatt:

„Nicht bloß Verteidiger der Revolution, sondern auch zwei alte Offiziere, Oberstleutnant Deutelmoser, der erste Chef des Kriegspresseamts in Berlin, und Oberst Schwertfeger haben den Vorwurf gegen die Heimat energisch zurückgewiesen. Die „Dolchstoßlegende“ ist [laut] Deutelmoser „grundsätzlich angesehn, offenkundiger Unsinn“ (Berliner Tageblatt, 3. Oktober 1921) […]“

In Ludendorffs Behauptung, die deutschen Soldaten hätten sich von sozialistischen Agitatoren zum Aufgeben verleiten lassen, sah Delbrück eine Beleidigung der Truppe.
Erich Kuttner von der SPD-Parteizeitung Vorwärts schrieb 1924: „Nichts ist charakteristischer für die Dolchstoßlegende als die Tatsache, dass selbst ihre äußere Fassung auf einer Fälschung beruht. Tatsächlich war das Wort des Generals Maurice von A bis Z erfunden.“

### Ausprägungen
Es lassen sich drei Ausprägungen der Dolchstoßlegende unterscheiden, die einander teilweise widersprechen:
- Eine weite Fassung erklärt die Niederlage durch einen Zusammenbruch der Heimatfront, also durch wirtschaftliche und soziale Verwerfungen im Deutschen Reich, die die Rüstungsproduktion behindert, die allgemeine Moral untergraben und die kämpfenden Truppen so geschwächt hätten.
- Die engere Fassung der Dolchstoßlegende wurde von Militaristen und Nationalisten während der Weimarer Republik vertreten: Sie unterstellten der Linken, durch Streiks, Unruhen und schließlich durch die Novemberrevolution absichtlich die Kriegsanstrengungen untergraben zu haben, um das kaiserliche Regime zu stürzen und einen sozialistischen Staat zu errichten.
- Die antisemitische Fassung schließlich sah hierbei Juden am Werk, denen unterstellt wurde, nicht durch eine Verschwörung, sondern aufgrund ihres Erbguts so gehandelt zu haben, das ihnen gar keine andere Wahl lasse, also gegen die „arische Rasse“ zu wühlen und zu agitieren.

Strenggenommen ist nur die zweite Fassung eine Verschwörungstheorie, da nur sie die deutsche Kriegsniederlage mit einer Verschwörung erklärt, also mit geheimen Absprachen einer kleinen Gruppe von Akteuren. Ein weiterer Unterschied besteht im kontrafaktischen Blick auf Deutschlands Aussichten auf einen Sieg oder wenigstens einen Kompromissfrieden: Diese scheinen in der ersten Fassung nicht gegeben, wohingegen die beiden anderen Fassungen unterstellen, Heer und Volk hätten mit einiger Aussicht auf Erfolg zur Verteidigung des Vaterlandes weiterkämpfen können.

## Entstehung im Ersten Weltkrieg
Das Grundmuster der Legende bestand darin, die Kriegsniederlage vom militärischen in den zivilen Bereich abzuschieben. Die Urheber machten nicht Kriegsziele, Fehler der Kriegs- und Armeeführung, die Erschöpfung der Soldaten oder die wirtschaftliche und militärische Überlegenheit der gegnerischen Staaten dafür verantwortlich, sondern bestimmte Gruppen deutscher Zivilisten. Das Bild eines „hinterhältigen“ Angriffs auf den „Rücken“ des Heeres folgte der Logik des ersten historischen totalen Krieges, in dessen Verlauf alle ökonomischen Potentiale für den Krieg mobilisiert wurden. Es drückte eine militaristische Perspektive aus: Die „Heimat“, das Hinterland, sollte die dem Feind zugewandte „Front“ rückhaltlos unterstützen; nur mit diesem Zusammenhalt sei der Sieg erreichbar; dieser hänge allein vom Siegeswillen einer Nation ab; nur das Durchhalten im Sinne einer Nibelungentreue gereiche ihr zur Ehre, alles andere sei Defätismus und Sabotage.
Die tatsächliche historische Entwicklung verlief umgekehrt: Erst die Fortsetzung des Krieges und die Beibehaltung von Annexionszielen trotz der immer höheren Kriegsopfer und immer deutlicher werdenden fehlenden Siegchancen erzeugten allmählich eine breite innerdeutsche Opposition gegen den Krieg. Die Unterdrückung demokratischer Teilhabe, Lebensmittelknappheit, Hunger, Schwarzhandel, Kriegsprofite, verschärfte soziale Gegensätze und fehlende politische Reformperspektiven ließen sie wachsen. Der Sturz des Zaren in der Ententemacht Russland durch die Februarrevolution 1917 und die nachmalige Verschärfung der innerrussischen Situation durch die Oktoberrevolution 1917 gaben ihr erheblichen Auftrieb. Die Aprilstreiks 1917 und der Januarstreik 1918 in den Berliner Rüstungsbetrieben reagierten mit politisch weitgehenden Demokratieforderungen darauf. Die diktatorischen Vollmachten der dritten OHL seit Juli 1917 und ihr Festhalten am Ziel eines Siegfriedens nach der fehlgeschlagenen Westoffensive vom April 1918 bewirkten einen breiten Autoritätsverlust in der Bevölkerung und unter den deutschen Soldaten. Die meisten Deutschen glaubten nicht mehr, dass der Krieg zur Verteidigung deutscher Interessen geführt werde und seine Fortsetzung Sinn habe; immer mehr verlangten immer lauter einen „Frieden um jeden Preis“.
Die Armeezeitungen und die zugelassenen Zeitungen im Reich stellten dagegen schon die Aprilstreiks 1917, flächendeckend dann den Januarstreik 1918 als „Verrat“ der Arbeiterschaft dar: Diese sei den kämpfenden Soldaten „in den Rücken“ gefallen und wolle sie hinterrücks „ermorden“. Solche gezielte Propaganda wurde als Eigensicht von Soldaten ausgegeben, um deren Interessen in einen Gegensatz zu denen der „Heimatfront“ zu bringen. Die streikenden Arbeiter wurden als „Brudermörder“ bezeichnet. Dabei warf man ihnen anfangs zwar eine Schwächung des Nachschubs und der Kampfmoral vor, aber noch keine Vereitelung des Sieges, den man noch für möglich hielt.
Am 27. September 1918 durchbrachen alliierte Truppen die Siegfriedstellung, die stärkste deutsche Befestigungsanlage an der Westfront. Damit wurde die militärische Lage aussichtslos. Die OHL forderte die Reichsregierung am 29. September 1918 ultimativ zu jener Verfassungsänderung auf, die sie bisher strikt ausgeschlossen hatte: Eine von der Reichstagsmehrheit abhängige neue Regierung sollte gebildet werden und dann einen Waffenstillstand aushandeln. Die stärkste Reichstagsfraktion, die Mehrheitssozialdemokratische Partei Deutschlands (MSPD), sollte an der Regierung beteiligt und damit für die zu erwartenden harten Friedensbedingungen verantwortlich gemacht werden. Erich Ludendorff erklärte dies seinen Stabsoffizieren am 1. Oktober 1918: „Ich habe aber Seine Majestät gebeten, jetzt auch diejenigen Kreise an die Regierung zu bringen, denen wir es in der Hauptsache zu verdanken haben, dass wir so weit gekommen sind. […] Sie sollen nun den Frieden schließen, der jetzt geschlossen werden muss. Sie sollen die Suppe jetzt essen, die sie uns eingebrockt haben.“ Diese Erklärung gilt als Geburtsstunde der Dolchstoßlegende. Die Absicht der OHL-Generäle dabei war, die Kriegsniederlage auf die Parteien abzuwälzen, die einen Verhandlungsfrieden gefordert hatten. Die Oktoberreformen sollten eine vollständige Niederlage und eine soziale Revolution nach dem Vorbild der Oktoberrevolution abwenden und die Machtstellung des Militärs in einer parlamentarisierten Monarchie bewahren. Hindenburg bestätigte diese Absicht in seinen Memoiren 1920: „Wir waren am Ende! […] Unsere Aufgabe war es nunmehr, das Dasein der übriggebliebenen Kräfte unseres Heeres für den späteren Aufbau des Vaterlandes zu retten. Die Gegenwart war verloren. So blieb nur die Hoffnung auf die Zukunft.“
Auch die „Annexionisten“ genannten Gruppen und Parteien, die seit Kriegsbeginn Eroberungen und eine deutsche Hegemonie in Europa als einzige akzeptable Kriegsziele forderten, suchten nun nach „Schuldigen“ für die durch sie selbst mitverursachte Lage. So forderte der Vorsitzende des Alldeutschen Verbandes, Heinrich Claß, am 3. Oktober 1918 die Gründung einer „großen, tapferen und schneidigen Nationalpartei und rücksichtslosesten Kampf gegen das Judentum, auf das all der nur zu berechtigte Unwille unseres guten und irregeleiteten Volkes abgelenkt werden muss.“ Dieses Streben war schon seit Oktober 1914 mit antisemitischen Kampagnen gegen angebliche Drückebergerei von deutschen Juden vom Dienst an der Front, zudem ab 1916 gegen jüdische Vertreter der für die Versorgung eingerichteten Kriegsgesellschaften eingeleitet worden. Damit war auch die spezifisch antisemitische Form der Dolchstoßlegende vorbereitet worden. Die vom Kriegsministerium im Oktober 1916 veranlasste „Judenzählung“ begünstigte diese.
Auch in Österreich vertraten hohe Militärführer entsprechende Denkmuster. So kommentierte Generaloberst Arthur Arz von Straußenburg den Waffenstillstand von Compiègne vom 11. November, den geordneten Rückzug der Fronttruppen und die förmliche Auflösung der deutsch-österreichischen Kriegsallianz Ende November 1918 in seinem Kriegstagebuch: „Jäh, wie vom Blitze gefällt, ist Österreich-Ungarns alte und ruhmreiche Armee nach vierjährigem, bewundernswertem Ringen mit einer Welt von Feinden, als das Reich zertrümmert und alle Bande gelöst waren, zusammengebrochen. Dank der Tapferkeit und dem Heldenmute der Truppen war es ihr gelungen, den Feind überall über die Grenzen des Reiches zurückzuwerfen und, tief im Feindesland stehend, einen festen Damm zu errichten, an dem sich die Wellen der feindlichen Angriffe immer wieder brechen sollten. Wenn dieser Damm durch die Länge der Zeit und die zersetzenden Einflüsse des Hinterlandes schließlich geborsten ist, so war dies nicht Schuld der Armee. Diese hat ihre Pflicht getan. Ehre ihrem Andenken.“

## Propagierung nach der Republikgründung

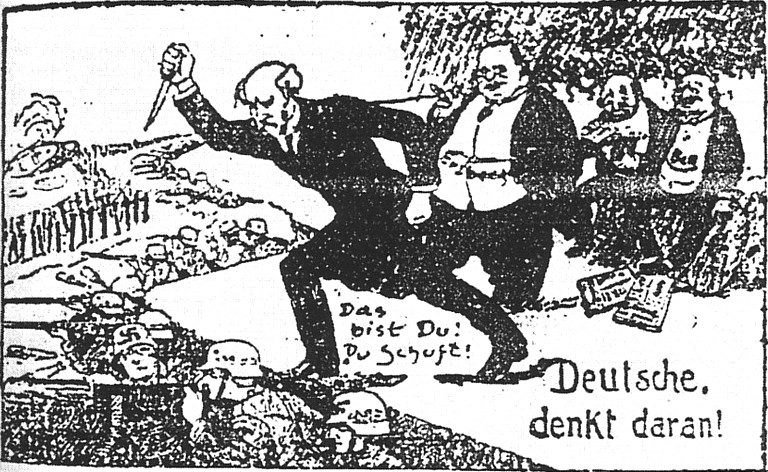
Variante einer Postkarte aus dem Jahre 1924. Sie zeigt Philipp Scheidemann, wie er deutsche Frontsoldaten hinterrücks zu erdolchen versucht. Hinter ihm Matthias Erzberger und zwei auf Geldsäcken sitzende Juden.

Der Verlauf der Novemberrevolution war wesentlich durch die Entscheidung Friedrich Eberts und der SPD-Führung bestimmt, die beim Berliner Rätekongress vom 16. Dezember 1918 geforderte Kontrolle und Unterstellung der Reichswehr unter den Rat der Volksbeauftragten zu verhindern, da er mit dem Nachfolger Ludendorffs in der OHL, Wilhelm Groener, diesbezüglich am Abend des 9. November 1918 ein Geheimabkommen getroffen hatte. Demgemäß hatte Ebert am 6. und erneut am 24. Dezember 1918 versucht, mit Hilfe von kaiserlichen Truppen die als unzuverlässig geltende Volksmarinedivision zu entlassen bzw. zu neutralisieren. Daraufhin hatten die Mitglieder der USPD die provisorische Regierung am 28. Dezember 1918 verlassen und sich ab dem 5. Januar 1919 dem sogenannten Spartakusaufstand angeschlossen, um Ebert zum Einlenken zu bewegen oder zu stürzen. Am 6. Januar hatte Ebert Gustav Noske zum Einsatz des Militärs gegen die Aufständischen angewiesen.
Nachdem Reichswehr und Freikorps den Aufstand und die in einigen deutschen Großstädten eingerichteten Räterepubliken bis Ende Mai 1919 niedergeschlagen und die Siegermächte im Juni 1919 die Auflagen des Versailler Vertrags bekanntgegeben hatten, wurde die öffentliche Auseinandersetzung um die Kriegsschuldfrage intensiviert. Eine Kampagne der Rechtsparteien und ihnen nahestehenden Medien denunzierte nun auch die Vertreter der Weimarer Regierungskoalition – SPD, Zentrumspartei, DDP – selbst als „Novemberverbrecher“.
Besonders der Unterzeichner des Waffenstillstands mit den Alliierten, der Zentrumsabgeordnete Matthias Erzberger, sah sich einer Hetzkampagne ausgesetzt, die vor allem von Karl Helfferich, einem führenden DNVP-Politiker, im Zuge der Erzbergerschen Reform vorgetragen wurde. Erzberger fand überraschend Unterstützung seitens des zum Pazifismus übergetretenen ehemaligen Generals Berthold Deimling. Dieser machte die OHL für die deutsche Niederlage verantwortlich: Sie habe alle Möglichkeiten eines Verständigungsfriedens mit falschen Kriegszielen und falscher Kriegsführung scheitern lassen und damit den „Diktatfrieden“ von Versailles verursacht.
In dem folgenden Briefwechsel mit dem nach Schweden emigrierten Erich Ludendorff erklärte dieser, „daß ein Verständigungsfrieden gegenüber dem Vernichtungswillen der Feinde nicht möglich war“, außer zu Bedingungen ähnlich denen von Versailles. Er habe an den Sieg geglaubt und bis zuletzt alles zu tun versucht, diesen zu ermöglichen. Nicht die feindliche Übermacht habe die Niederlage erzwungen, sondern:

„Wir wurden in Feindesland besiegt dank der Verhältnisse daheim.“

Damit war der Grundgedanke der Dolchstoßlegende bereits ausgesprochen, bevor diese Metapher aufkam.
Die Aussage Hindenburgs am 18. November 1919 vor dem von der Weimarer Nationalversammlung eingesetzten und öffentlich tagenden „Untersuchungsausschuss für Schuldfragen“ machte die Dolchstoßlegende publik. Er behauptete mit Bezug auf das Jahr 1918:

„In dieser Zeit setzte eine planmäßige Zersetzung von Flotte und Heer als Fortsetzung ähnlicher Erscheinungen im Frieden ein. Die braven Truppen, die sich von der revolutionären Zermürbung freihielten, hatten unter dem pflichtwidrigen Verhalten der revolutionären Kameraden schwer zu leiden; sie mussten die ganze Last des Kampfes tragen. Die Absichten der Führung konnten nicht mehr zur Ausführung gebracht werden. So mussten unsere Operationen misslingen, es musste zum Zusammenbruch kommen; die Revolution bildete nur den Schlussstein. Ein englischer General sagte mit Recht: 'Die deutsche Armee ist von hinten erdolcht worden.' Den guten Kern des Heeres trifft keine Schuld. Wo die Schuld liegt, ist klar erwiesen.“

Als Beleg dafür verwies Hindenburg zudem auf seinen ehemaligen Generalquartiermeister Erich Ludendorff. Dabei verschwieg er:
- dass die OHL-Generäle seit 1916 mit quasi diktatorischen Vollmachten herrschten.[29]
- dass sie den Reichstag und die zivilen Kabinettsmitglieder bis Ende September 1918 mit geschönten Berichten über die wahre Lage bewusst getäuscht hatten.[30]
- dass sie 1916 einem Verhandlungsangebot seitens des Reichskanzlers Theobald von Bethmann Hollweg zugestimmt und die Reichsregierung am 29. September 1918 ultimativ aufgefordert hatten, Waffenstillstandsverhandlungen mit US-Präsident Wilson aufzunehmen, nachdem die Sommeroffensive von 1918 gescheitert war und Österreich-Ungarn um Waffenstillstand gebeten hatte.
- dass der 1914 mit den Reichstagsparteien geschlossene Burgfrieden der Regierung vier Jahre lang ungehindert Pressezensur und Unterdrückung jeglicher Oppositionsbestrebungen ermöglicht hatte, so dass diese fast keinen politischen Einfluss auf die Kriegführung nehmen konnten.
- dass die eigene Kriegführung den passiven und aktiven Widerstand sowie Desertionen im deutschen Heer enorm verstärkt hatte, so dass nicht Widerstand aus der „Heimat“, sondern im Heer selbst dessen Kampffähigkeit weiter eingeschränkt hatte:[31] Der Historiker Wilhelm Deist urteilte:

„Ein ‚verdeckter Militärstreik‘ lähmte immer größere Teile des Heeres. ‚Die Truppen greifen nicht mehr an, trotz Befehlen‘, meldete Oberst von Lenz Generalstabschef der 6. Armee, Mitte April. […] Kriegsverweigerung war zur Massenbewegung geworden. Insgesamt entzog sich in den letzten Kriegsmonaten vermutlich eine Million Soldaten der Armee. […] Es ist eine Legende, dass ein ‚Dolchstoß‘ in den Rücken des Heeres zum militärischen Zusammenbruch des Reichs führte. Die deutsche Armee blieb nicht, wie ihre Führung vorgaukelte, ‚im Felde unbesiegt‘ – am Ende war sie nicht viel mehr als ein Offizierskorps ohne Truppe.“

Nach Hindenburgs Auftritt griffen die Medien und Parteien des konservativen Bürgertums die Metapher auf und verbreiteten sie. Der Berliner Theologe Ernst Troeltsch fasste die Funktion dieser Sicht im Dezember 1919 angesichts der bürgerkriegsartigen Kämpfe des zurückliegenden Jahres wie folgt zusammen:

„Die große historische Legende, auf der die ganze Reaktion beruht, daß eine siegreiche Armee meuchlings und rücklings von den vaterlandslosen Gesellen der Heimat erdolcht sei, ist damit zum Dogma und zur Fahne der Unzufriedenen geworden.“

## Ursachen des Propagandaerfolgs
Dass Hindenburg, der als siegreicher Feldherr der Schlacht von Tannenberg nach wie vor hohes Ansehen im Militär und im Bürgertum genoss, das Erklärungsmuster des unbesiegten, nur von Revolutionären am Sieg gehinderten Heeres öffentlich übernahm, gab der Dolchstoßlegende großen Auftrieb in den Medien. Das angebliche Zitat eines britischen Generals verlieh ihr zusätzliche Glaubwürdigkeit. 1920 folgten Propagandabroschüren, in denen die ehemaligen Generalstäbe ihre Sicht mit Erlebnisberichten zu untermauern suchten.

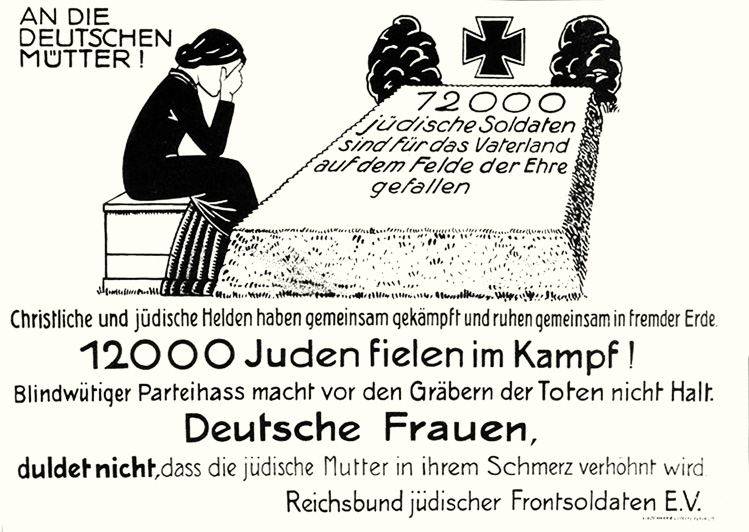
1920 vom Reichsbund jüdischer Frontsoldaten als Antwort auf die Anschuldigungen fehlenden Patriotismus herausgegebener Handzettel.

Geschürt wurde die Legende von der Zersetzung im Inneren durch den Umstand, dass das Ersuchen nach Waffenstillstand zu einem Zeitpunkt erfolgte, als das deutsche Heer immer noch in besetzten Staaten stand und kein Soldat der Entente deutschen Boden betreten hatte. Der Abzug der deutschen Truppen vollzog sich selbstständig und geordnet, was den Eindruck vermittelte, dass das Heer nicht aus reiner Not, sondern auf Grund einer politischen Entscheidung heimkehrte. Dass diese Entscheidung in einer militärisch völlig ausweglosen Notlage und zu dem Zweck gefallen war, eine Besetzung Deutschlands, den völligen Zusammenbruch der Front und ein ungeordnetes Zurückfluten der deutschen Soldaten zu verhüten, war somit nicht unmittelbar erkennbar.
Die Propaganda der kaiserlichen Regierung hatte zudem über vier Jahre den bevorstehenden Sieg in leuchtenden Farben ausgemalt. Der Sieg über Russland im Friedensvertrag von Brest-Litowsk am 3. März 1918 schien diese Propaganda zu bestätigen. Bei den Waffenstillstandsverhandlungen von Compiègne hatte die Regierung außerdem vorgezogen, die Bitte um ein Ende der Kämpfe als politische Entscheidung darzustellen, da eine Kritik an den Generälen und ein Eingestehen der militärischen Niederlage die Verhandlungsposition noch weiter geschwächt hätten. Sie bestand nicht auf der Unterschrift der Generäle unter Waffenstillstands- und später Friedensvereinbarungen, so dass diese sich dann davon distanzieren konnten, ohne für ihr eigenes Versagen zur Rechenschaft gezogen zu werden.
Die Dolchstoßlüge wurde vom konservativ-nationalistischen deutschen Bürgertum aufgegriffen, da sie eine willkommene Erklärung für die im Herbst 1918 als überraschend empfundene Niederlage lieferte: Statt mit der strukturellen militärischen und ökonomischen Unterlegenheit der Mittelmächte gegenüber der durch den Kriegseintritt der USA entscheidend verstärkten Entente und dem Versagen der eigenen politisch-militärischen Führung wurde der Ausgang des Krieges jetzt mit den angeblich zersetzenden Umtrieben der politischen Linken erklärt.
Hinzu kam, dass sich Politiker in verantwortlicher Position in ähnlicher Weise äußerten: Der Vorsitzende im Rat der Volksbeauftragten, der SPD-Vorsitzende Friedrich Ebert, begrüßte die heimkehrenden deutschen Soldaten mit dem Ausruf, sie seien „im Felde unbesiegt“ geblieben, und der Kölner Oberbürgermeister Konrad Adenauer von der Zentrumspartei bescheinigte der Reichswehr, sie kehre „nicht besiegt und nicht geschlagen“ in die Heimat zurück.
Die offizielle Ideologie des neuen Sowjetrussland bestätigte ihrerseits diese Sicht, indem sie die Novemberrevolution zu einer zielgerichteten Entmachtung des deutschen Militärs verklärte. Der sowjetische Außenminister Tschitscherin etwa behauptete:

„Der preußische Militarismus wurde zermalmt nicht durch die Geschütze und Tanks des verbündeten Imperialismus, sondern durch die Erhebung der deutschen Arbeiter und Soldaten.“

## Dolchstoßprozess
Die DNVP, die Völkische Bewegung und die Nationalsozialisten griffen die Dolchstoßlegende auf, verknüpften sie mit der Behauptung einer alliierten Kriegsschuldlüge und nutzten sie propagandistisch für ihre Zwecke aus. Denn wenn das angeblich unbesiegte deutsche Heer durch einen „Dolchstoß“ der Juden und Kommunisten um den Sieg gebracht worden sei, dann hätten die Revolutionäre vom November 1918 und die demokratischen Politiker Schuld an der Niederlage und am folgenden Versailler Vertrag. Sie wurden deshalb als „Novemberverbrecher“ bezeichnet, die durch ihren „Verrat“ die Niederlage Deutschlands verschuldet hätten.
Diese Propaganda war eine schwere Belastung für die junge Weimarer Demokratie. Sie trug wesentlich dazu bei, die staatstragenden Parteien der Weimarer Koalition in der Öffentlichkeit zu delegitimieren und die Republik scheitern zu lassen. In diesem Zusammenhang begingen Rechtsradikale zu Beginn der 1920er Jahre auch einige politischen Morde, so an Matthias Erzberger und Walther Rathenau.
Friedrich Ebert geriet im „Dolchstoßprozess“ unter juristischen und medialen Druck, sein Verhalten im letzten Kriegsjahr zu rechtfertigen. Ein Gutachten des Potsdamer Reichsarchivs hob die maßgeblichen Entscheidungsabläufe der OHL hervor; Wilhelm Groener deckte sein Geheimabkommen mit Ebert vom 9. November 1918 auf. Dies entlastete Ebert von den Vorwürfen, der jedoch, nicht zuletzt durch die ungerechtfertigten Anklagen gedemütigt und gesundheitlich angeschlagen, kurz darauf an einer verschleppten Blinddarmentzündung verstarb.

## Rolle im Nationalsozialismus
Band 14 der vom Reichsarchiv herausgegebenen Reihe Der Weltkrieg 1914–1918 im Jahr 1942/43 schloss mit den Worten:

„Und doch hat nicht die gesunkene Kampfkraft der Front, sondern die Revolution in der Heimat, der 'Dolchstoß’ in den Rücken des kämpfenden Heeres, dazu gezwungen, am 11. November 1918 das feindliche Waffenstillstandsdiktat anzunehmen, ohne die letzten Mittel des Widerstands erschöpft zu haben.“

Auch zur Ideologie führender Nationalsozialisten gehörte die Dolchstoßlegende. So schrieb Adolf Hitler im Jahr 1923 im Völkischen Beobachter:

„Wir haben uns immer daran zu erinnern, daß jeder neue Kampf nach außen, mit den Novemberverbrechern im Rücken, dem deutschen Siegfried sofort wieder den Speer in den Rücken stieße.“

In seiner Programmschrift Mein Kampf von 1925 kommt die Dolchstoßlegende aber nur ein einziges Mal vor. Dabei lud Hitler sie antisemitisch auf: Im Anschluss an seine Betrachtungen zur Novemberrevolution, die er verwundet in einem Lazarett erlebte, räsonierte er, die „Führer des Marxismus“, denen Kaiser Wilhelm II. bereits die Hand zur Versöhnung gereicht hätte, hätten mit der anderen schon „nach dem Dolche“ gesucht. Daraus folgerte er: „Mit dem Juden gibt es kein Paktieren, sondern nur das harte Entweder – Oder. Ich aber beschloß nun, Politiker zu werden.“
Die uneingestandene militärische Niederlage ließ die Nationalsozialisten und die militärische Führung verkennen, welchen Anteil die Wirtschafts- und Militärmacht der USA an dieser Niederlage gehabt hatten. Dies begünstigte die grobe Unterschätzung der amerikanischen Möglichkeiten im Zweiten Weltkrieg.
Die Dolchstoßlegende spielte auch ab etwa 1942 eine verhängnisvolle Rolle: Viele Offiziere der Wehrmacht lehnten es ab, sich an einem Putsch oder Attentat gegen Hitler zu beteiligen, auch als es keine Chancen auf einen militärischen Sieg mehr gab. Sie fürchteten, als Verräter zu gelten und eine neue Dolchstoßlegende zu begründen. Dies trug zum Scheitern des Attentats vom 20. Juli 1944 bei.
Von 35.000 Urteilen der NS-Militärjustiz wegen Fahnenflucht, darunter mindestens 22.750 Todesurteilen und 15.000 Hinrichtungen, wurden jene in der letzten Kriegsphase gefällten Urteile besonders oft damit begründet, dass unter allen Umständen ein neuer „Dolchstoß“ durch „Drückeberger“ verhindert werden müsse.
Insgesamt spielte die Dolchstoßlegende, wie der britische Historiker Richard J. Evans resümiert, in der NS-Propaganda aber nur eine untergeordnete Rolle. In Mein Kampf komme sie nur einmal vor, in den verschiedenen Quelleneditionen von Hitlers Reden und Schriften auf weniger als zwei Prozent der Seiten. Die Kriegsniederlage wurde nicht mit dem Dolchstoß erklärt, sondern der kaiserlichen Regierung und ihrer vermeintlichen Willensschwäche angelastet, von der die Nationalsozialisten sie nicht durch Hinweis auf eine Verschwörung oder ein Versagen der Heimatfront entlasten wollten. Hierbei hätten in der Aufstiegsphase des Nationalsozialismus auch wahltaktische Motive eine Rolle gespielt, da Frauen und Alte, die im Weltkrieg zu Hause geblieben waren, zur Zielgruppe ihrer Wahlkämpfe gehörte. Stärker als gegen Dolchstoß-Verschwörer richtete sich die Propaganda gegen so genannte Novemberverbrecher, also diejenigen, die den Waffenstillstand und den Versailler Vertrag unterschrieben hatten und so durch Verrat den Frieden verloren hätten.
Auch Hitlers Biograph Brendan Simms stellt fest, dass die Dolchstoßlegende bei ihm keine zentrale Rolle spielte: So habe er die Metapher vom Dolchstoß selbst nie benutzt. Simms vertritt die These, dass Hitler sich Deutschlands Niederlage mit der demographischen Überlegenheit der angelsächsischen Mächte erklärt habe: Großbritannien habe auf Truppen aus seinen Kolonien zurückgreifen können, die USA seien durch die deutsche Auswanderung gestärkt worden.

## Eine realistische Erklärung?
Laut dem deutschen Historiker Gerd Krumeich steht neben der bösartigen Radikalität, mit der die Nationalsozialisten die These vom Dolchstoß zuspitzten, eine differenziertere Analyse der Standpunkte, welche im Untersuchungsausschuss vertreten wurden. Tatsächlich hätte der militärische Experte Kuhl hinter dem Topos eine abwägende Erklärung der Ereignisse von 1918/19 geäußert: Der Krieg sei zwar nach der französischen Offensive vom 18. Juli 1918 „objektiv verloren“ gewesen, und Ende 1918 sei es nicht mehr um einen „Verständigungsfrieden“ gegangen, sondern nur noch um eine „möglichst große Milderung der Friedensbedingungen“. Denn, so Kuhl, wenn das Heer nicht durch die Novemberrevolution daran gehindert worden wäre, den Kampf fortzusetzen, nachdem am 7. Mai 1919 die rigiden Bestimmungen des Versailler Vertrags bekannt geworden waren, die ohne Verhandlungen zu unterschreiben von der deutschen Delegation ultimativ verlangt wurde, hätte ein günstigerer Friedensschluss erreicht werden können. Krumeich weist aber auch darauf hin, dass „Agitation für gigantische Kriegsziele“ die Legitimation des Krieges als „Verteidigungskrieg“ unglaubwürdig gemacht habe. Dem widerspricht der britische Historiker Richard J. Evans: Tatsächlich habe die Moral der Truppe bereits im Frühjahr und Sommer 1918 angefangen zu bröckeln, und zwar aus militärischen, nicht aus innenpolitischen Gründen. Seit Anfang Oktober, als von einer Revolution noch nichts zu merken war, habe sich die Westfront faktisch aufgelöst. Hätten die kriegsmüden Soldaten tatsächlich weitergekämpft, so wären sie von den überlegenen alliierten Verbänden, die durch frische amerikanische Verbände verstärkt wurden, mühelos niedergewalzt worden.

## Internationaler Kontext (USA)

### Vietnamkrieg
Der englische Begriff stab-in-the-back myth wurde in den USA nach dem Vietnamkrieg benutzt, um damit die Behauptungen zu kennzeichnen, wonach die Niederlage nicht auf dem Schlachtfeld verursacht worden sei, sondern von verschiedenen innenpolitischen Akteuren. Beschuldigt werden z. B. politische Entscheidungsträger, die Medien, Antikriegsdemonstranten, der Kongress, die Liberalen oder die Demokratischen Partei. General William Westmoreland beschuldigte die US-Medien, sich nach der Tet-Offensive von 1968 entschieden gegen den Krieg gewendet zu haben. Diesem Narrativ folgten später Intellektuelle wie Guenter Lewy und Norman Podhoretz.

### US-Wahl 2020
Das Verhalten von Präsident Donald Trump nach der verlorenen US-Wahl 2020 wurde von einigen Kommentatoren im deutschsprachigen Raum als Vorbereitung einer Dolchstoßlegende bezeichnet. Trump behauptete, die Wahl nur durch massiven Betrug verloren zu haben, was nicht der Wahrheit entspricht. Gleichwohl stellte er sich als unbesiegt und daher weiterhin als legitimer Präsident dar. Dies erinnere an das Verhalten mancher Deutscher am Ende des Kaiserreichs. In den USA selbst wurde der Begriff stab-in-the-back-myth im Zusammenhang mit Trump nur vereinzelt verwendet.